# Потомки
«Потомки» (англ. The Descendants) — американская комедийная драма, снятая режиссёром Александром Пэйном в 2011 году. Мировая премьера состоялась 23 ноября 2011 года, премьера в России — 26 января 2012 года. Лента основана на одноимённом романе Кауи Харт Хеммингс.

## Сюжет
Гавайский юрист Мэтт Кинг и его многочисленные родственники имеют в доверительной собственности большой участок земли, доставшийся от прапрабабушки-туземки. После изменений в законодательстве они решают продать его некоему мистеру Холитцеру. В это время с женой Кинга Элизабет происходит несчастный случай. Она впадает в кому и должна умереть.
На руках у юриста остаются две дочери — пьющая Александра и невоспитанная Скотти. Александра рассказывает отцу, что у её матери был любовник. Мэтту удаётся узнать, что соперник — риелтор Брайан Спир — находится на другом острове. Кинг, взяв дочерей и развязного приятеля Александры Сида, отправляется на поиски, желая дать Спиру возможность проститься с Элизабет.
Мэтт узнаёт от своего родственника, у которого Спир снимает коттедж, что риелтор приходится зятем мистеру Холитцеру и получит доход в случае продажи последнему земли Кингов. Юрист знакомится с женой Спира Джулией и, наконец, самим ловеласом. Тот признаётся, что любил Джулию, а не Элизабет.
На семейном совете большинство поддерживает предложение о продаже участка Холитцеру, но Мэтт отказывается подписать договор. Он произносит монолог о своём отношении к той земле, с которой его род связан многолетними узами.
После отключения от аппаратов обеспечения жизни, умирающая жена Кинга остается в госпитале. Брайан не является, зато вместо него приходит Джулия, которая узнала от мужа о романе. Она прощает Элизабет. Мэтт целует супругу, а вскоре её прах высыпают в океан. В последних кадрах отдыхает тесно сплочённая общим несчастьем семья.

## В ролях
| Актёр          | Роль          |
| -------------- | ------------- |
| Джордж Клуни   | Мэтт Кинг     |
| Шейлин Вудли   | Алекс Кинг    |
| Джуди Грир     | Джулия Спир   |
| Мэттью Лиллард | Брайан Спир   |
| Амара Миллер   | Скотти Кинг   |
| Ник Краузе     | Сид           |
| Бо Бриджес     | кузен Хью     |
| Роберт Форстер | Скотт Торсон  |
| Мэри Бердсонг  | Кай Митчелл   |
| Роб Хюбел      | Марк Митчелл  |
| Патрисия Хэсти | Элизабет Кинг |

## Создание
Съёмки фильма начались в марте 2010 года в штате Гавайи. Саундтрек включает в себя исключительно гавайскую музыку, исполняемую такими певцами, как Гэбби Пахинуи, Рэймонд Кейн, Киола Бимер, Санни Чиллингворт, Джеффри Питерсон, Деннис Камакахи и Лена Мачадо.

## Отзывы
Фильм был хорошо принят критиками. На сайте Rotten Tomatoes фильм имеет рейтинг 89 % на основе 234 отзывов.
Максимальную оценку фильму дали три признанных кинокритика: Роджер Эберт, Питер Трэверс из журнала Rolling Stone и Леонард Малтин.

## Награды и номинации
Фильм был положительно воспринят большинством мировых кинокритиков и собрал множество кинопремий и призов, в том числе 5 номинаций на премию «Оскар».
| Награды и номинации                                       | Награды и номинации | Награды и номинации                       | Награды и номинации                  | Награды и номинации |
| Премия                                                    | Дата церемонии      | Категория                                 | Лауреаты и номинанты                 | Итог                |
| --------------------------------------------------------- | ------------------- | ----------------------------------------- | ------------------------------------ | ------------------- |
| Премия национального совета кинокритиков США              | 1 декабря 2011      | «Лучшая мужская роль»                     | Джордж Клуни                         | Победа              |
| Премия национального совета кинокритиков США              | 1 декабря 2011      | «Лучшая женская роль второго плана»       | Шейлин Вудли                         | Победа              |
| Премия национального совета кинокритиков США              | 1 декабря 2011      | «Лучший адаптированный сценарий»          | Александр Пэйн, Нат Факсон, Джим Раш | Победа              |
| Премия общества кинокритиков Вашингтона                   | 5 декабря 2011      | «Лучший фильм»                            |                                      | Номинация           |
| Премия общества кинокритиков Вашингтона                   | 5 декабря 2011      | «Лучшая режиссёрская работа»              | Александр Пэйн                       | Номинация           |
| Премия общества кинокритиков Вашингтона                   | 5 декабря 2011      | «Лучшая мужская роль»                     | Джордж Клуни                         | Победа              |
| Премия общества кинокритиков Вашингтона                   | 5 декабря 2011      | «Лучшая женская роль второго плана»       | Шейлин Вудли                         | Номинация           |
| Премия общества кинокритиков Вашингтона                   | 5 декабря 2011      | «Лучший адаптированный сценарий»          | Александр Пэйн, Нат Факсон, Джим Раш | Победа              |
| Премия общества кинокритиков Лос-Анджелеса                | 11 декабря 2011     | «Лучший фильм»                            |                                      | Победа              |
| Премия общества кинокритиков Лос-Анджелеса                | 11 декабря 2011     | «Лучший сценарий»                         | Александр Пэйн, Нат Факсон, Джим Раш | Номинация           |
| Премия общества кинокритиков Бостона                      | 11 декабря 2011     | «Лучшая мужская роль»                     | Джордж Клуни                         | Номинация           |
| Премия общества кинокритиков Бостона                      | 11 декабря 2011     | «Лучшая музыка»                           |                                      | Номинация           |
| Премия общества кинокритиков Сан-Диего                    | 14 декабря 2011     | «Лучшая мужская роль»                     | Джордж Клуни                         | Номинация           |
| Премия общества кинокритиков Сан-Диего                    | 14 декабря 2011     | «Лучшая женская роль второго плана»       | Шейлин Вудли                         | Победа              |
| Премия общества кинокритиков Сан-Диего                    | 14 декабря 2011     | «Лучший адаптированный сценарий»          | Александр Пэйн, Нат Факсон, Джим Раш | Номинация           |
| Премия общества кинокритиков Детройта                     | 16 декабря 2011     | «Лучший фильм»                            |                                      | Номинация           |
| Премия общества кинокритиков Детройта                     | 16 декабря 2011     | «Лучшая мужская роль»                     | Джордж Клуни                         | Номинация           |
| Премия общества кинокритиков Детройта                     | 16 декабря 2011     | «Лучшая женская роль второго плана»       | Шейлин Вудли                         | Номинация           |
| Премия «Спутник»                                          | 18 декабря 2011     | «Лучший фильм»                            |                                      | Победа              |
| Премия «Спутник»                                          | 18 декабря 2011     | «Лучшая режиссёрская работа»              | Александр Пэйн                       | Номинация           |
| Премия «Спутник»                                          | 18 декабря 2011     | «Лучшая мужская роль»                     | Джордж Клуни                         | Номинация           |
| Премия «Спутник»                                          | 18 декабря 2011     | «Лучшая женская роль второго плана»       | Джуди Грир                           | Номинация           |
| Премия «Спутник»                                          | 18 декабря 2011     | «Лучший адаптированный сценарий»          | Александр Пэйн, Нат Факсон, Джим Раш | Победа              |
| Премия «Спутник»                                          | 18 декабря 2011     | «Лучший монтаж»                           | Кевин Тент                           | Номинация           |
| Премия общества кинокритиков Хьюстона                     | 18 декабря 2011     | «Лучший фильм»                            |                                      | Победа              |
| Премия общества кинокритиков Хьюстона                     | 18 декабря 2011     | «Лучшая режиссёрская работа»              | Александр Пэйн                       | Номинация           |
| Премия общества кинокритиков Хьюстона                     | 18 декабря 2011     | «Лучшая мужская роль»                     | Джордж Клуни                         | Номинация           |
| Премия общества кинокритиков Хьюстона                     | 18 декабря 2011     | «Лучшая женская роль второго плана»       | Шейлин Вудли                         | Победа              |
| Премия общества кинокритиков Хьюстона                     | 18 декабря 2011     | «Лучший сценарий»                         | Александр Пэйн, Нат Факсон, Джим Раш | Победа              |
| Ассоциация кинокритиков Чикаго                            | 19 декабря 2011     | «Лучший фильм»                            |                                      | Номинация           |
| Ассоциация кинокритиков Чикаго                            | 19 декабря 2011     | «Лучшая режиссёрская работа»              | Мишель Хазанавичус                   | Номинация           |
| Ассоциация кинокритиков Чикаго                            | 19 декабря 2011     | «Лучшая мужская роль»                     | Джордж Клуни                         | Номинация           |
| Ассоциация кинокритиков Чикаго                            | 19 декабря 2011     | «Лучшая женская роль второго плана»       | Шейлин Вудли                         | Номинация           |
| Ассоциация кинокритиков Чикаго                            | 19 декабря 2011     | «Наиболее перспективный новичок»          | Шейлин Вудли                         | Номинация           |
| Ассоциация кинокритиков Чикаго                            | 19 декабря 2011     | «Лучший адаптированный сценарий»          | Александр Пэйн, Нат Факсон, Джим Раш | Номинация           |
| Национальное общество кинокритиков США                    | 7 января 2012       | «Лучшая женская роль второго плана»       | Шейлин Вудли                         | Номинация           |
| Общество кинокритиков Денвера                             | 11 января 2012      | «Лучший фильм»                            |                                      | Номинация           |
| Общество кинокритиков Денвера                             | 11 января 2012      | «Лучшая режиссёрская работа»              | Александр Пэйн                       | Номинация           |
| Общество кинокритиков Денвера                             | 11 января 2012      | «Лучшая мужская роль»                     | Джордж Клуни                         | Номинация           |
| Общество кинокритиков Денвера                             | 11 января 2012      | «Лучшая женская роль второго плана»       | Джуди Грир                           | Номинация           |
| Общество кинокритиков Денвера                             | 11 января 2012      | «Лучшая женская роль второго плана»       | Шейлин Вудли                         | Победа              |
| Общество кинокритиков Денвера                             | 11 января 2012      | «Лучший сценарий»                         | Александр Пэйн, Нат Факсон, Джим Раш | Победа              |
| Общество кинокритиков Денвера                             | 11 января 2012      | «Лучший актёрский состав»                 |                                      | Победа              |
| Общество кинокритиков Денвера                             | 11 января 2012      | «Наиболее перспективный новичок»          | Шейлин Вудли                         | Победа              |
| Выбор критиков                                            | 13 января 2012      | «Лучший фильм»                            |                                      | Номинация           |
| Выбор критиков                                            | 13 января 2012      | «Лучшая режиссёрская работа»              | Александр Пэйн                       | Номинация           |
| Выбор критиков                                            | 13 января 2012      | «Лучшая мужская роль»                     | Джордж Клуни                         | Победа              |
| Выбор критиков                                            | 13 января 2012      | «Лучшая женская роль второго плана»       | Шейлин Вудли                         | Номинация           |
| Выбор критиков                                            | 13 января 2012      | «Лучший молодой актёр/актриса»            | Шейлин Вудли                         | Номинация           |
| Выбор критиков                                            | 13 января 2012      | «Лучший актёрский состав»                 |                                      | Номинация           |
| Выбор критиков                                            | 13 января 2012      | «Лучший адаптированный сценарий»          | Александр Пэйн, Нат Факсон, Джим Раш | Номинация           |
| Золотой глобус                                            | 15 января 2012      | «Лучший фильм — драма»                    |                                      | Победа              |
| Золотой глобус                                            | 15 января 2012      | «Лучшая режиссёрская работа»              | Александр Пэйн                       | Номинация           |
| Золотой глобус                                            | 15 января 2012      | «Лучшая мужская роль — драма»             | Джордж Клуни                         | Победа              |
| Золотой глобус                                            | 15 января 2012      | «Лучшая женская роль второго плана»       | Шейлин Вудли                         | Номинация           |
| Золотой глобус                                            | 15 января 2012      | «Лучший сценарий»                         | Александр Пэйн, Нат Факсон, Джим Раш | Номинация           |
| Премия Лондонского кружка кинокритиков                    | 19 января 2012      | «Лучшая мужская роль»                     | Джордж Клуни                         | Номинация           |
| Премия Лондонского кружка кинокритиков                    | 19 января 2012      | «Лучший сценарий»                         | Александр Пэйн, Нат Факсон, Джим Раш | Номинация           |
| Премия Австралийской академии кинематографа и телевидения | 27 января 2012      | «Лучший интернациональный фильм»          |                                      | Номинация           |
| Премия Австралийской академии кинематографа и телевидения | 27 января 2012      | «Лучший интернациональный актёр»          | Джордж Клуни                         | Номинация           |
| Премия Австралийской академии кинематографа и телевидения | 27 января 2012      | «Лучший интернациональный сценарий»       | Александр Пэйн, Нат Факсон, Джим Раш | Номинация           |
| Премия Гильдии киноактёров США                            | 29 января 2012      | «Лучшая мужская роль»                     | Джордж Клуни                         | Номинация           |
| Премия Гильдии киноактёров США                            | 29 января 2012      | «Лучший актёрский состав»                 |                                      | Номинация           |
| BAFTA                                                     | 12 февраля 2012     | «Лучший фильм»                            |                                      | Номинация           |
| BAFTA                                                     | 12 февраля 2012     | «Лучшая мужская роль»                     | Джордж Клуни                         | Номинация           |
| BAFTA                                                     | 12 февраля 2012     | «Лучший адаптированный сценарий»          | Александр Пэйн, Нат Факсон, Джим Раш | Номинация           |
| Независимый дух                                           | 25 февраля 2012     | «Лучший фильм»                            |                                      | Номинация           |
| Независимый дух                                           | 25 февраля 2012     | «Лучшая режиссёрская работа»              | Александр Пэйн                       | Номинация           |
| Независимый дух                                           | 25 февраля 2012     | «Лучшая женская роль второго плана»       | Шейлин Вудли                         | Победа              |
| Независимый дух                                           | 25 февраля 2012     | «Лучший сценарий»                         | Александр Пэйн, Нат Факсон, Джим Раш | Победа              |
| Оскар                                                     | 26 февраля 2012     | «Лучший фильм»                            |                                      | Номинация           |
| Оскар                                                     | 26 февраля 2012     | «Лучшая режиссёрская работа»              | Александр Пэйн                       | Номинация           |
| Оскар                                                     | 26 февраля 2012     | «Лучшая мужская роль»                     | Джордж Клуни                         | Номинация           |
| Оскар                                                     | 26 февраля 2012     | «Лучший адаптированный сценарий»          | Александр Пэйн, Нат Факсон, Джим Раш | Победа              |
| Оскар                                                     | 26 февраля 2012     | «Лучший монтаж»                           | Кевин Тент                           | Номинация           |
| Премия Гильдии режиссёров США                             | 2012                | «Лучшая режиссура художественного фильма» | Александр Пэйн                       | Номинация           |
| Премия Гильдии сценаристов США                            | 2012                | «Лучший адаптированный сценарий»          | Александр Пэйн, Нат Факсон, Джим Раш | Победа              |
| Гремми                                                    | 2013                | «Лучший саундтрек-компиляция»             | Александр Пэйн, Донди Бастон         | Номинация           |
| Бодил                                                     | 2013                | «Лучший американский фильм»               | Александр Пэйн                       | Номинация           |